# قتل (فیلم ۲۰۰۴)
قتل (به هندی: Hatya) فیلمی محصول سال ۲۰۰۴ و به کارگردانی قادر کاشمیری است. در این فیلم بازیگرانی همچون آکشی کومار، ناوین نیشول، وارشا اوسگااونکار، ریما لاگو، لاکسیمیکانت برد، راجندرا گوپتا، جانی لور، راضا مراد ایفای نقش کرده‌اند.